# دیه‌گو اولیویرا
دیه گو اولیویرا (به پرتغالی: Diego Lochness Santos Oliveira) هافبک، مهاجم اهل برزیل است که در شهر Camacan, و در تاریخ ۱۱ فوریهٔ ۱۹۸۷ به دنیا آمده‌است.
دیه گو اولیویرا در تیم‌های فوتبال باشگاه فوتبال کیه‌وو ورونا سابقهٔ حضور دارد.